# Hendrik Verheijen
Hendrik Verheijen (Den Haag, 16 maart 1899 - aldaar, 18 december 1967) was een Nederlands gewichtheffer. Hij nam eenmaal deel aan de Olympische Spelen, maar won hierbij geen medailles.
Op de Olympische Zomerspelen 1928 in Amsterdam vertegenwoordigde hij Nederland op 29-jarige leeftijd. Hij kwam uit op het onderdeel gewichtheffen in de klasse zwaargewicht. Bij het drukken behaalde hij 102,5 kg en bij het trekken 100 kg. Doordat hij bij het stoten niet tot een score kwam had hij geen eindscore.
In zijn actieve tijd was hij aangesloten bij KDO in Den Haag. Hij is de broer van olympisch gewichtheffers Minus Verheijen en Jan Verheijen.